# Drenok (Probichtip)
Drenok (en macédonien Дренок) est un village du nord-est de la Macédoine du Nord, situé dans la municipalité de Probichtip. Le village comptait 26 habitants en 2002.

## Démographie
Lors du recensement de 2002, le village comptait :
- Macédoniens : 26